# Collegio di Rochester
Rochester era una circoscrizione elettorale del Regno Unito nella contea del Kent. Essa ebbe stabilmente due membri nella Camera dei Comuni d'Inghilterra dal 1295 al 1707, così come nella Camera dei Comuni di Gran Bretagna dal 1708 al 1800 ed in quella del Regno Unito dal 1801 sino alle elezioni generali del 1885, quando la sua rappresentanza venne ridotta ad un solo seggio.
Nelle elezioni del 1918, la circoscrizione venne divisa tra Chatham e Gillingham e la vecchia costituente rurale di Medway. La sede di Chatham mutò il nome in Rochester and Chatham nel 1950, e quindi in Medway nel 1983. Quando i borghi di Rochester upon Medway e Gillingham vennero uniti a formare unitariamente la città di Medway nel 1998, la costituente di Medway coprì anche queste aree e l'area venne rinominata in Rochester e Strood.

## Membri del Parlamento

### 1295–1640
- 1555: Edward Baeshe
- 1559: Edward Baeshe
- 1563–1567: Edward Baeshe
- 1572–1581: George Catelyn
- 1588–1589: John Stanhope
- 1597–1614: Thomas Walsingham
- 1604–1614: Sir Edward Hoby
- 1614: Sir Edwin Sandys
- 1614–1626: Sir Thomas Walsingham
- 1621–1622: Henry Clerke
- 1624–1625 Maximilian Dalyson
- 1625–1626 Henry Clerke
- 1628–1629: William Brooke
- 1640 aprile:Sir Thomas Walsingham
- 1640 aprile: John Clerke

### 1640–1885
| Anno          |                                                                  | Primo membro                                                     | Primo partito                                                    |                                                                                     | Secondo membro                                                                      | Secondo partito                                                                     |
| ------------- | ---------------------------------------------------------------- | ---------------------------------------------------------------- | ---------------------------------------------------------------- | ----------------------------------------------------------------------------------- | ----------------------------------------------------------------------------------- | ----------------------------------------------------------------------------------- |
| novembre 1640 |                                                                  | Sir Thomas Walsingham                                            | Parlamentare                                                     |                                                                                     | Richard Lee                                                                         | Parlamentare                                                                        |
| dicembre 1648 | Lee viene condannato a morte nella Purga di Pride - sede vacante | Lee viene condannato a morte nella Purga di Pride - sede vacante | Lee viene condannato a morte nella Purga di Pride - sede vacante |                                                                                     |                                                                                     |                                                                                     |
| 1653          | Rochester non ottenne rappresentanti nel Barebones Parliament    | Rochester non ottenne rappresentanti nel Barebones Parliament    | Rochester non ottenne rappresentanti nel Barebones Parliament    | Rochester non ottenne rappresentanti nel Barebones Parliament                       | Rochester non ottenne rappresentanti nel Barebones Parliament                       | Rochester non ottenne rappresentanti nel Barebones Parliament                       |
| 1654          |                                                                  | John Parker                                                      |                                                                  | Rochester had only one seat in the First and Second Parliaments of the Protectorate | Rochester had only one seat in the First and Second Parliaments of the Protectorate | Rochester had only one seat in the First and Second Parliaments of the Protectorate |
| 1656          |                                                                  | John Parker                                                      |                                                                  | Rochester had only one seat in the First and Second Parliaments of the Protectorate | Rochester had only one seat in the First and Second Parliaments of the Protectorate | Rochester had only one seat in the First and Second Parliaments of the Protectorate |
| gennaio 1659  |                                                                  | Peter Pett                                                       |                                                                  |                                                                                     | Richard Hutchinson                                                                  |                                                                                     |
| maggio 1659   |                                                                  | Sir Thomas Walsingham                                            |                                                                  | Sede vacante                                                                        | Sede vacante                                                                        | Sede vacante                                                                        |
| 1660          |                                                                  | Peter Pett                                                       |                                                                  |                                                                                     | John Marsham                                                                        |                                                                                     |
| 1661          |                                                                  | Sir Francis Clerke                                               |                                                                  |                                                                                     | Sir William Batten                                                                  |                                                                                     |
| 1667          |                                                                  | Sir Francis Clerke                                               | Sir Richard Head                                                 |                                                                                     |                                                                                     |                                                                                     |
| Febbraio 1679 |                                                                  | Sir John Banks                                                   | Sir Richard Head                                                 |                                                                                     |                                                                                     |                                                                                     |
| Agosto 1679   |                                                                  | Sir John Banks                                                   | Francis Barrell                                                  |                                                                                     |                                                                                     |                                                                                     |
| 1681          |                                                                  | Sir John Banks                                                   | Sir Francis Clerke                                               |                                                                                     |                                                                                     |                                                                                     |
| 1689          |                                                                  | Sir John Banks                                                   | Sir Roger Twisden                                                |                                                                                     |                                                                                     |                                                                                     |
| 1690          |                                                                  | Sir Joseph Williamson                                            |                                                                  |                                                                                     | Francis Clerke                                                                      |                                                                                     |
| 1691          |                                                                  | Sir Joseph Williamson                                            | Caleb Banks                                                      |                                                                                     |                                                                                     |                                                                                     |
| 1695          |                                                                  | Sir Joseph Williamson                                            | Cloudesley Shovell                                               |                                                                                     |                                                                                     |                                                                                     |
| 1701          |                                                                  | Francis Barrell                                                  |                                                                  |                                                                                     | William Bokenham                                                                    |                                                                                     |
| 1702          |                                                                  | Edward Knatchbull                                                |                                                                  |                                                                                     | William Cage                                                                        |                                                                                     |
| 1705          |                                                                  | Cloudesley Shovell                                               |                                                                  |                                                                                     | Stafford Fairborne                                                                  |                                                                                     |
| 1708          |                                                                  | John Leake                                                       |                                                                  |                                                                                     | Stafford Fairborne                                                                  |                                                                                     |
| 1710          |                                                                  | John Leake                                                       | William Cage                                                     |                                                                                     |                                                                                     |                                                                                     |
| 1715          |                                                                  | Thomas Palmer, IV baronetto di Wingham                           |                                                                  |                                                                                     | John Jennings                                                                       |                                                                                     |
| 1724          |                                                                  | Sir Thomas Colby                                                 |                                                                  |                                                                                     | John Jennings                                                                       |                                                                                     |
| 1727          |                                                                  | David Polhill                                                    |                                                                  |                                                                                     | John Jennings                                                                       |                                                                                     |
| 1734          |                                                                  | David Polhill                                                    | Nicholas Haddock                                                 |                                                                                     |                                                                                     |                                                                                     |
| 1741          |                                                                  | Edward Vernon                                                    | Nicholas Haddock                                                 |                                                                                     |                                                                                     |                                                                                     |
| 1743          |                                                                  | David Polhill                                                    | Nicholas Haddock                                                 |                                                                                     |                                                                                     |                                                                                     |
| 1746          |                                                                  | David Polhill                                                    | Ammiraglio Sir Chaloner Ogle                                     |                                                                                     |                                                                                     |                                                                                     |
| 1751          |                                                                  | David Polhill                                                    | Ammiraglio John Byng                                             |                                                                                     |                                                                                     |                                                                                     |
| 1754          |                                                                  | Nicholas Haddock                                                 | Ammiraglio John Byng                                             |                                                                                     |                                                                                     |                                                                                     |
| 1757          |                                                                  | Nicholas Haddock                                                 | Isaac Townsend                                                   |                                                                                     |                                                                                     |                                                                                     |
| 1761          |                                                                  | Thomas Parker, visconte                                          | Isaac Townsend                                                   |                                                                                     |                                                                                     |                                                                                     |
| 1764          |                                                                  | Sir Charles Hardy                                                | Isaac Townsend                                                   |                                                                                     |                                                                                     |                                                                                     |
| 1765          |                                                                  | Sir Charles Hardy                                                | Grey Cooper                                                      |                                                                                     |                                                                                     |                                                                                     |
| 1768          |                                                                  | John Calcraft                                                    |                                                                  |                                                                                     | William Gordon                                                                      |                                                                                     |
| 1771          |                                                                  | John Calcraft                                                    | Ammiraglio Thomas Pye                                            |                                                                                     |                                                                                     |                                                                                     |
| 1772          |                                                                  | George Finch-Hatton                                              | Ammiraglio Thomas Pye                                            |                                                                                     |                                                                                     |                                                                                     |
| 1774          |                                                                  | George Finch-Hatton                                              | Robert Gregory                                                   |                                                                                     |                                                                                     |                                                                                     |
| 1784          |                                                                  | Sir Charles Middleton                                            |                                                                  |                                                                                     | Nathaniel Smith                                                                     |                                                                                     |
| 1790          |                                                                  | George Best                                                      |                                                                  |                                                                                     | Ammiraglio Sir Richard Bickerton                                                    |                                                                                     |
| 1792          |                                                                  | George Best                                                      | Nathaniel Smith                                                  |                                                                                     |                                                                                     |                                                                                     |
| 1794          |                                                                  | George Best                                                      | Ammiraglio Sir Richard King                                      |                                                                                     |                                                                                     |                                                                                     |
| 1796          |                                                                  | Henry Tufton                                                     | Ammiraglio Sir Richard King                                      |                                                                                     |                                                                                     |                                                                                     |
| 1802          |                                                                  | Sidney Smith                                                     |                                                                  |                                                                                     | James Hulkes                                                                        |                                                                                     |
| 1806          |                                                                  | John Calcraft                                                    | Whigs                                                            |                                                                                     | James Barnett                                                                       |                                                                                     |
| 1807          |                                                                  | John Calcraft                                                    | Whigs                                                            | Sir Thomas Boulden Thompson                                                         |                                                                                     |                                                                                     |
| 1816          |                                                                  | John Calcraft                                                    | Whigs                                                            | James Barnett                                                                       |                                                                                     |                                                                                     |
| 1818          |                                                                  | Lord Binning                                                     | Tory                                                             | James Barnett                                                                       |                                                                                     |                                                                                     |
| 1820          |                                                                  | Lord Binning                                                     | Tory                                                             | Ralph Bernal                                                                        |                                                                                     |                                                                                     |
| 1826          |                                                                  | Henry Dundas                                                     |                                                                  | Ralph Bernal                                                                        |                                                                                     |                                                                                     |
| 1830          |                                                                  | Lord Villiers                                                    |                                                                  | Ralph Bernal                                                                        |                                                                                     |                                                                                     |
| 1831          |                                                                  | John Mills                                                       | Tory                                                             | Ralph Bernal                                                                        |                                                                                     |                                                                                     |
| 1835          |                                                                  | Thomas Twisden Hodges                                            |                                                                  | Ralph Bernal                                                                        |                                                                                     |                                                                                     |
| 1837          |                                                                  | Thomas Benjamin Hobhouse                                         |                                                                  | Ralph Bernal                                                                        |                                                                                     |                                                                                     |
| 1841          |                                                                  | James Douglas Stoddart Douglas                                   |                                                                  |                                                                                     | William Henry Bodkin                                                                |                                                                                     |
| 1847          |                                                                  | Ralph Bernal                                                     |                                                                  |                                                                                     | Thomas Twisden Hodges                                                               |                                                                                     |
| 1852          |                                                                  | Hon. Francis Child Villiers                                      |                                                                  |                                                                                     | Sir Thomas Maddock                                                                  |                                                                                     |
| 1856 (S)      |                                                                  | Philip Wykeham Martin                                            |                                                                  |                                                                                     | Sir Thomas Maddock                                                                  |                                                                                     |
| 1857          |                                                                  | Philip Wykeham Martin                                            | John Alexander Kinglake                                          |                                                                                     |                                                                                     |                                                                                     |
| 1870 (S)      |                                                                  | Philip Wykeham Martin                                            | Julian Goldsmid                                                  | Liberale                                                                            |                                                                                     |                                                                                     |
| 1878 (S)      |                                                                  | Sir Arthur Otway                                                 | Julian Goldsmid                                                  | Liberale                                                                            |                                                                                     |                                                                                     |
| 1880          |                                                                  | Sir Arthur Otway                                                 | Roger Leigh                                                      |                                                                                     |                                                                                     |                                                                                     |
| 1885          | Rappresentanza ridotta ad un solo membro                         | Rappresentanza ridotta ad un solo membro                         | Rappresentanza ridotta ad un solo membro                         | Rappresentanza ridotta ad un solo membro                                            | Rappresentanza ridotta ad un solo membro                                            | Rappresentanza ridotta ad un solo membro                                            |

### 1885–1918
| Elezione | Elezione                                 | Membro                                               | Partito                                              |
| -------- | ---------------------------------------- | ---------------------------------------------------- | ---------------------------------------------------- |
|          | 1885                                     | Francis Charles Hughes-Hallett                       | Conservatore                                         |
|          | 1889 (S)                                 | Edward Knatchbull-Hugessen                           | Liberale                                             |
|          | 1892                                     | Horatio David Davies                                 | Conservatore                                         |
| 1893 (S) | James Gascoyne-Cecil, visconte Cranborne |                                                      | Conservatore                                         |
| 1903 (S) | Charles Tuff                             |                                                      | Conservatore                                         |
|          | 1906                                     | Ernest Lamb                                          | Liberale                                             |
|          | Gen 1910                                 | Samuel Forde Ridley                                  | Conservatore                                         |
|          | Dic 1910                                 | Sir Ernest Lamb                                      | Liberale, poi Laburista                              |
|          | 1918                                     | circoscrizione abolita: si veda Chatham e Gillingham | circoscrizione abolita: si veda Chatham e Gillingham |